# Вадкерт (језеро)
Вадкерт (мађ. Vadkert), је језеро у у жупанији Бач-Кишкун, Мађарска у близини града Шолтвадкерт. 
Језеро такође има ”надимак” смрдљиво језеро (мађ. Büdös-tó), што му је остало из историјских времена, када је било дивље и неуређено језеро. Језеро је постало популарно за туристе, нарочито откако су обале уређене и направљене атракције сличне као што већ постоје на Балатону, али су цене овде много више приступачне.

## Историја
Језеро је први пут споменуто у војним мапама из 1780их. Неколико пута је од тога доба пресушивало, али је данас познато по чистој води и плажама.
Једна страна језера се данас користи, и уређена је, за пецање а друга страна се користи за купање и породичну рекреацију. Такође има и неколико места уређених за камповање.

## Летњи програми
- Мај: годишњи састанак моторбициклиста, рокера и певачки фестивали.
- Прва недеља у јулу: вински фестивал
- Задња недеља у јулу: пивски фестивал и рок концерти.
- 20. август: Прослава дана Светог Стефана